# Dominique Sigaud
Pour les articles homonymes, voir Sigaud.
Dominique Sigaud, née le 28 janvier 1959 à Paris, est une journaliste, essayiste et romancière française.

## Biographie
De 1984 à 1996, journaliste indépendante, elle parcourt le monde arabe et l'Afrique.
En 1996, elle obtient le prix de l’Association des femmes journalistes pour son article «Tutsies et Hutues: elles reconstruisent ensemble le Rwanda en ruine», paru dans la revue «Cosmopolitan» en novembre 1995,.
En 2018, elle reçoit le prix de la SGDL pour l'Oeuvre avec la publication de Dans nos langues aux éditions Verdier,.
Engagée sur les thématiques des violences faites aux femmes et filles, elle publie La malédiction d'être fille, résultat d'une enquête en Egypte, Inde, États-Unis d'Amérique, et France en 2019. Elle est récompensée en 2019 par le Prix des droits de l'homme de la ville de Nancy, créé par Simone Veil.
En 2020, la mairie de Nancy l'emploie comme chargée de mission de la ville de Nancy pour la préfiguration du Premier observatoire des violences sexuelles sur mineur·es.

## Œuvres
- La Fracture algérienne, Calmann-Lévy, coll. « Questions d'actualité », 1991, 264 p.  (ISBN 978-2-7021-1950-1)
- L'Hypothèse du désert, Gallimard, 1996, 166 p.  (ISBN 978-2-07-074561-6)prix Gironde-Nouvelles-Ecritures 1997, prix Alain-Fournier 1997, prix Emmanuel-Roblès 1997, prix Marguerite Yourcenar 1997[7]
- La Vie, là-bas, comme le cours de l'oued, Gallimard, 1997, 136 p.  (ISBN 978-2-07-074942-3)[8]
- Blue Moon, Gallimard, coll. « Blanche », 1998, 144 p.  (ISBN 978-2-07-075360-4)
- La Part belle, Gallimard Jeunesse, coll. « Frontières », 1999, 128 p.  (ISBN 978-2-07-052768-7)
- Les Innocents, Gallimard, coll. « Blanche », 2000, 178 p.  (ISBN 978-2-07-075956-9)
- La Confusion du sourire, Inventaire/Invention, coll. « Textes », 2001, 21 p.  (ISBN 978-2-914412-14-8)
- Lagos, la tropicale, Garde-Temps, 2002, 108 p.  (ISBN 978-2-913545-10-6)Photos et peintures de Tony Soulié
- De chape et de plomb, Gallimard, 2002, 248 p.  (ISBN 978-2-07-076817-2)
- The Dark Side of the Moon, Actes Sud, coll. « Domaine français », 2004, 219 p.  (ISBN 978-2-7427-5137-2)
- Aimé, Actes Sud, coll. « Domaine français », 2005, 90 p.  (ISBN 978-2-7427-5879-1)
- L'Inconfort des ordures, Actes Sud, coll. « Babel noir » no 8, 2006, 180 p.  (ISBN 978-2-7427-6509-6)
- La Corpulence du monde, Seuil, coll. « Cadre rouge », 2008, 269 p.  (ISBN 978-2-02-096336-7)[9]
- Conte d'exploitation, Actes Sud, coll. « Actes noirs », 2011, 213 p.  (ISBN 978-2-7427-9512-3)[10]
- Franz Stangl et moi, Stock, coll. « La bleue », 2011, 224 p.  (ISBN 978-2-234-07009-7)[11],[12]
- Le Piège des loups, Stock, coll. « La bleue », 2012, 384 p.  (ISBN 978-2-234-07156-8)
- Partir, Calcutta, Verdier, 2014, 144 p.  (ISBN 978-2-86432-763-9)
- Tendres Rumeurs, Sonneur, coll. « Ce que la vie signifie pour moi », 2015, 75 p.  (ISBN 978-2916136905)
- Dans nos langues, Verdier, 2018, 144 p.  (ISBN 978-2864329626)
- La Malédiction d'être fille, Stock, 2019, 237 p.  (ISBN 978-2226440938)[13]
- Peau d'âne et l'Ogre : Viol et inceste sur mineurs en France – L’enquête explosive, Albin Michel, 2021, 304 p.  (ISBN 978-2226457875)

## Distinctions
- 1999 : Nomination pour le Prix du Livre Inter pour Blue Moon[14]